# GNU Octave
GNU Octave is een vrij programma voor het uitvoeren van numerieke berekeningen. Commando's worden geschreven in een eigen programmeertaal. GNU Octave maakt deel uit van het GNU-project en het is vrijgegeven onder de GNU General Public License (GPL). GNU Octave is een opensource-alternatief voor MATLAB en het is daarmee grotendeels compatibel. GNU Octave is geschreven in C++ en werkt op Windows, MacOS, BSD en Linux.
Sinds versie 4.0 is er een grafische gebruikersomgeving.